# Чхве Де Сік
Чхве Де Сік (кор. 최대식, 10 січня 1965 — 27 березня 2024) — південнокорейський футболіст, що грав на позиції півзахисника. Він був учасником чемпіонату світу 1994 та літніх Азійських ігор (Хіросіма, Японія).
Зараз він є головним тренером футбольної команди середньої школи інформаційних промислових технологій Кюнмін.

## Клубна кар'єра
Чхве почав свою кар'єру в 1985 році в команді університету Корьо. У 1988 році він приєднався до клубу «Деу Роялс». За два сезони зіграв там 23 матчі. У 1990 році він перейшов до клубу «Лакі Голдстар». У тому ж році він виграв з ним чемпіонат Південної Кореї. У 1991 році клуб змінив назву на «LG Чіта». У 1993 році Чхве з командою став віце-чемпіоном. Він грав у LG Cheetahs протягом шести сезонів. У його кольорах він зіграв загалом 151 раз і забив 7 голів у чемпіонаті.
У 1996 році Чхве перейшов в японський клуб «Ойта Трініта», що грав у другому дивізіоні країни до 1999 року, порки не завершив ігрову кар'єру.

## Збірна
1991 року дебютував в офіційних матчах у національній збірній Південної Кореї. У складі збірної був учасником чемпіонату світу 1994 року у США, однак він не зіграв там жодного разу, а Південна Корея вилетіла з цього турніру після групового етапу. Всього у 1991–1995 роках Чхве зіграв загалом 15 ігор за національну збірну.

## Статистика у клубах
| Ігри клубу | Ігри клубу       | Ігри клубу       | Ліга | Ліга  |
| Рік        | Клуб             | Ліга             | Ігор | Голів |
| ---------- | ---------------- | ---------------- | ---- | ----- |
| 1988       | «Деу Роялс»      | К-Ліга 1         | 13   | 0     |
| 1989       | «Деу Роялс»      | К-Ліга 1         | 10   | 0     |
| 1990       | «LG Чіта»        | К-Ліга 1         | 29   | 4     |
| 1991       | «LG Чіта»        | К-Ліга 1         | 38   | 0     |
| 1992       | «LG Чіта»        | К-Ліга 1         | 34   | 1     |
| 1993       | «LG Чіта»        | К-Ліга 1         | 31   | 2     |
| 1994       | «LG Чіта»        | К-Ліга 1         | 12   | 0     |
| 1995       | «LG Чіта»        | К-Ліга 1         | 22   | 1     |
| 1996       | Ойта Трініта     | Футбольна ліга   |      |       |
| 1997       | Ойта Трініта     | Футбольна ліга   |      |       |
| 1998       | Ойта Трініта     | Футбольна ліга   |      |       |
| 1999       | Ойта Трініта     | Джей-ліга 2      | 31   | 4     |
| Країна     | Республіка Корея | Республіка Корея | 189  | 8     |
| Країна     | Японія           | Японія           | 31   | 4     |
| Всього     | Всього           | Всього           | 220  | 12    |

## Статистика у збірній
| Південна Корея | Південна Корея | Південна Корея |
| -------------- | -------------- | -------------- |
| Рік            | Ігор           | Голів          |
| 1991           | 5              | 0              |
| 1992           | 0              | 0              |
| 1993           | 0              | 0              |
| 1994           | 9              | 0              |
| 1995           | 1              | 0              |
| Всього         | 15             | 0              |

## Нагороди
Як гравець
«LG Чіта»
- Переможець К-Ліга 1 (1): 1990

Індивідуальні
- Нагорода найкращому асистенту К-Ліги: 1990[2]